# موسى صلاح بارمو
موسى صلاح برمو هو ضابط عسكري نيجري وأحد قادة انقلاب النيجر. في 26 يوليو 2023، ساهم في الإطاحة بالرئيس محمد بازوم. 